# Kościół św. Stanisława Biskupa w Miedzichowie
Kościół świętego Stanisława Biskupa – rzymskokatolicki kościół parafialny należący do parafii pod tym samym wezwaniem (dekanat lwówecki archidiecezji poznańskiej).
Jest to świątynia wzniesiona w 1906 roku jako kościół protestancki, ewangelicko-augsburski. Do Niemców należała do 1945 roku, także w tym samym roku została poświęcona jako katolicka. W nawie bocznej znajduje się obraz Matki Boskiej Częstochowskiej namalowany przez jednego z więźniów obozu w Dachau, przywieziony przez pierwszego proboszcza parafii, księdza Stanisława Tischera, który przebywał w tym obozie. W nawie bocznej znajduje się również ołtarz pochodzący z dawnego kościoła katolickiego, rozebranego w czasie wojny przez Niemców. Wnętrze świątyni nakryte jest sklepieniem kolebkowym.